# Bomboloni

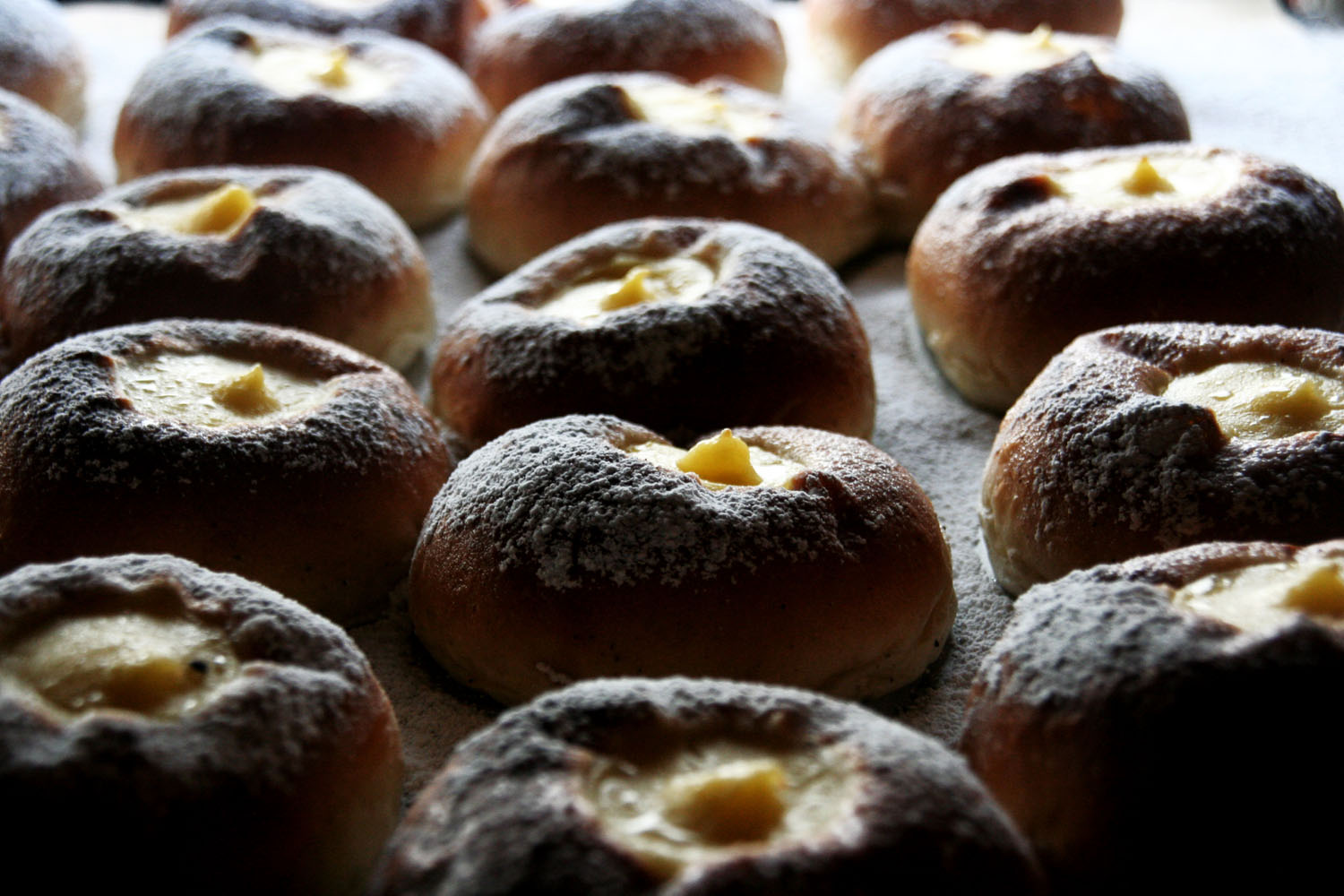
Bomboloni casero.

Bomboloni (bombolone es singular) es una masa frita italiana con relleno. Son similar a otras dónuts rellenas (Berlinesa, krafne, etc.) y se comen como un aperitivo y postre. El nombre del postre es homónima con bomboloni (bombas de gran tamaño), y aparece en una canción pop italiania con doble significado de la palabra hablada.
Los pasticceries a veces tienen signos escritos para ellos. También se venden en carritos en la playa, y son un poco distintos de las dónuts rellenas de otros países por tener la parte de relleno en la parte superior.
El restaurante A Voce en Nueva York, los ha servido con salsa de chocolate, y en Florencia se dice que se prefiere el bombolini caldi (caliente) en Buscioni, donde son servidos "directamente desde el horno" y rellenos de rellenos de crema, chocolate o mermelada.
La cantante italiana Gianna Nannini, en el álbum compilatorio de 1996 Bomboloni, contiene la canción "Bomboloni" con letras sobre dónuts calientes y bombas. 